# Wiener Neustädter Flugzeugwerke
La Wiener Neustädter Flugzeugwerke GmbH (sigle : WNF) était un constructeur aéronautique autrichien disparu. La société était basée à Wiener Neustadt. Elle s'appelait initialement la Wiener Neustädter Flughafenbetriebs GmbH. Elle est passée sous le contrôle de la Berliner Luftfahrtkontor GmbH, propriété du Troisième Reich allemand, à la suite de l'Anschluss (annexion) de l'Autriche en 1938. Sa raison sociale a alors été changée de Flughafenbetriebs GmbH en Wiener Neustädter Flugzeugwerke. Après cela, la société a connu un important essor.
Dans le cadre de la montée en puissance de la Wehrmacht, WNF est devenue une filiale de la Messerschmitt AG, située à côté de la Messerschmitt GmbH à Ratisbonne, et de la Erla Maschinenwerk de Leipzig, principal fournisseur du chasseur standard allemand Messerschmitt Bf 109. À partir de 1939, c'est WNF qui a lancé la fabrication du premier exemplaire de la version Bf 109 E de la série. À la fin de la guerre, en 1945, l’usine avait produit 8 545 chasseurs dans de nombreuses versions, ce qui correspond au quart des plus de 33 000 Bf 109 construits. À son plus haut niveau d'activité, la société employait 15 000 personnes.